# Stellaria dicranoides
Stellaria dicranoides là loài thực vật có hoa thuộc họ Cẩm chướng. Loài này được (Cham. & Schltdl.) Fenzl miêu tả khoa học đầu tiên năm 1842.